# Canton de Valence-2
Le canton de Valence-2 est une circonscription électorale française située dans le département de la Drôme en région Auvergne-Rhône-Alpes, dans l'arrondissement de Valence.
À la suite du redécoupage cantonal de 2014, les limites territoriales du canton sont remaniées.

## Histoire
Le canton de Valence-I a été créé par décret du 23 juillet 1973 à la suite du démantèlement des anciens cantons de Valence-Nord et Valence-Sud.
Il a été modifié par décret du 24 décembre 1984 à l'occasion de la création du canton de Valence-4.
Un nouveau découpage territorial de la Drôme entre en vigueur à l'occasion des élections départementales de mars 2015, défini par le décret du 20 février 2014, en application des lois du 17 mai 2013 (loi organique 2013-402 et loi 2013-403). Les conseillers départementaux sont, à compter de ces élections, élus au scrutin majoritaire binominal mixte. Les électeurs de chaque canton élisent au Conseil départemental, nouvelle appellation du Conseil général, deux membres de sexe différent, qui se présentent en binôme de candidats. Les conseillers départementaux sont élus pour 6 ans au scrutin binominal majoritaire à deux tours, l'accès au second tour nécessitant 12,5 % des inscrits au 1er tour. En outre la totalité des conseillers départementaux est renouvelée. Ce nouveau mode de scrutin nécessite un redécoupage des cantons dont le nombre est divisé par deux avec arrondi à l'unité impaire supérieure si ce nombre n'est pas entier impair, assorti de conditions de seuils minimaux. Dans la Drôme, le nombre de cantons passe ainsi de 36 à 19. La composition du canton de Valence-2 est remaniée.
Le nouveau canton de Valence-2 est formé de communes des anciens cantons de Chabeuil (3 communes) et d'une fraction de la commune de Valence. Le canton est entièrement inclus dans l'arrondissement de Valence. Le bureau centralisateur est situé à Valence.

## Représentation

### Représentation de 1973 à 2015
| Période | Période          | Identité        | Étiquette | Qualité                                                                                                 |
| ------- | ---------------- | --------------- | --------- | --- |
| 1973    | 1979             | Louis Puech     | PS        | Adjoint au maire de Valence                                                                             |
| 1979    | 1985             | Anne Mazuray    | PS        | Professeure d'histoire Adjointe au maire de Valence                                                     |
| 1985    | 1995 (démission) | Patrick Labaune | RPR       | Retraité de l'enseignement Maire de Valence (1995-2004), député de la Drôme (2002-2017)                 |
| 1995    | 2004             | Émile Brunel    | PS        | Cadre SNCF Conseiller municipal de Valence Suppléant de la députée Les Verts Michèle Rivasi (1997-2002) |
| 2004    | 2015             | Nicolas Daragon | UMP       | Cadre Maire de Valence depuis 2014                                                                      |

### Représentation depuis 2015
| Période élective | Période élective | Mandat | Mandat   | Identité               | Nuance | Nuance | Qualité |
| ---------------- | ---------------- | ------ | -------- | ---------------------- | ------ | ------ | --- |
| 2015             | 2021             | 2015   | 2021     | Zabida Nakib-Colomb    |        | PS     | Comptable à Valence Première adjointe au maire (2008 → 2014) Conseillère générale du canton de Valence-4 (2011 → 2015) |
| 2015             | 2021             | 2015   | 2021     | Pascal Pertusa         |        | LREM   | Maire de Chabeuil (2001 → 2020) Conseiller général du canton de Chabeuil (2004 → 2015)                                 |
| 2021             | 2028             | 2021   | en cours | Nathalie Iliozer-Boyer |        | DVD    | Employée du secteur privé, adjointe au maire de Valence                                                                |
| 2021             | 2028             | 2021   | en cours | Alban Pano             |        | DVD    | Cadre Adjoint au maire de Chabeuil (jusqu'à novembre 2021) Maire de Chabeuil (depuis 2022)                             |

### Résultats détaillés

#### Élections de mars 2015
À l'issue du 1er tour des élections départementales de 2015, trois binômes sont en ballottage : Norbert Kieffer et Annie-Paule Tenneroni (Union de la Droite, 30,17 %), Zabida Nakib-Colomb et Pascal Pertusa (PS, 29,78 %) et Marie-Laurence Martin et Christian Simon (Front national, 26,19 %). Le taux de participation est de 50,74 % (10 675 votants sur 21 037 inscrits) contre 53,14 % au niveau départemental et 50,17 % au niveau national.
Au second tour, Zabida Nakib-Colomb et Pascal Pertusa (PS) sont élus avec 40,1 % des suffrages exprimés et un taux de participation de 54,16 % (4 407 voix pour 11 393 votants et 21 037 inscrits).
Pascal Pertusa a quitté le PS et est membre du groupe LREM.

#### Élections de juin 2021
Le premier tour des élections départementales de 2021 est marqué par un très faible taux de participation (33,26 % au niveau national). Dans le canton de Valence-2, ce taux de participation est de 30,54 % (6 605 votants sur 21 630 inscrits) contre 34,1 % au niveau départemental. À l'issue de ce premier tour, deux binômes sont en ballottage : Nathalie Iliozer Boyer et Alban Pano (DVD, 35,63 %) et Pascal Pertusa et Maud Raison (REM, 23,34 %).
Le second tour des élections est marqué une nouvelle fois par une abstention massive équivalente au premier tour. Les taux de participation sont de 34,3 % au niveau national, 34,41 % dans le département et 32,91 % dans le canton de Valence-2. Nathalie Iliozer Boyer et Alban Pano (DVD) sont élus avec 59,24 % des suffrages exprimés (3 753 voix pour 7 121 votants et 21 637 inscrits),,. 

## Composition

### Composition de 1973 à 2015

Localisation du canton de Valence-2 dans le département de la Drôme de 1984 à 2015.

Lors de sa création, le canton de Valence-II se composait de la portion de territoire de la ville de Valence déterminée par l'axe des voies ci-après : à l'Ouest, le Rhône, au Nord, avenue Gambetta, place de la République, boulevard Général-de-Gaulle, rue des Alpes, à l'Est, rue de Coulmiers, rue Pont-du-Gât, rue Berlioz, chemin du Ruisseau, du croisement du chemin du Ruisseau et de la rue Derodon au croisement de la rue J.H.-Fabre avec la rue Mathieu-de-la-Drôme, rue Jean-Henri-Fabre, rue Hugues-Lebon, rue des Frères-Montgolfier, chemin du Thon, croisement du chemin du Thon et du chemin de Robinson, Nord-Ouest, Ouest et Sud du centre hospitalier et, au Sud, limite de la commune de Valence.
Son territoire est réduit par décret du 24 décembre 1984 ; il est alors composé de la portion de territoire de la ville de Valence délimitée par le Rhône, le ruisseau de l'Epervière (jusqu'à l'allée des Prés) et l'axe des voies ci-après : allée des Prés, allée des Petits-Champs (jusqu'au croisement de l'allée de l'Épervière), allée de l'Épervière (jusqu'au croisement de l'avenue de Valensolles), avenue de Valensolles, avenue Maurice-Faure, rue Rabelais, avenue Victor-Hugo (jusqu'à la rue de la Cécile), rue de la Cécile, pont de la Cécile (sur la voie S.N.C.F.), rue Paul-Bert, avenue de l'École-Normale, rue Genissieu, place de la Paix, cours Voltaire (jusqu'au croisement de la rue Châteauvert), rue des Moulins, chemin du Ruisseau (jusqu'au croisement de la rue Dérodon), canal des Moulins (entre la rue Dérodon et la rue Jean-Henri-Fabre), rue Jean-Henri-Fabre, rue Hugues-le-Bon, rue des Frères-Montgolfier, chemin du Thon, chemin de Robinson, chemin de Laprat, boulevard du Maréchal-Juin, route de Montéléger (C.D. 261), et la limite de la commune de Portes-lès-Valence jusqu'au Rhône.
Quartiers de Valence inclus dans le canton :
- Baume - Libération
- Chaffit
- Chantecouriol
- Châteauvert
- Danton - Victor Hugo
- l'Épervière
- Fontlozier
- Laprat
- Lautagne
- Mauboule
- Valensolles

### Composition depuis 2015
| Nom                             | Code Insee | Intercommunalité        | Superficie (km2) | Population (dernière pop. légale)                | Densité (hab./km2) | Modifier                                    |
| ------------------------------- | ---------- | ----------------------- | ---------------- | ------------------------------------------------ | ------------------ | ------------------------------------------- |
| Valence (bureau centralisateur) | 26362      | CA Valence Romans Agglo | 36,69            | Fraction : 16 170 (2022) Commune : 64 288 (2022) | 1 752              | modifier les données · modifier les données |
| Chabeuil                        | 26064      | CA Valence Romans Agglo | 41,07            | 6 860 (2022)                                     | 167                | modifier les données · modifier les données |
| Malissard                       | 26170      | CA Valence Romans Agglo | 10,17            | 3 303 (2022)                                     | 325                | modifier les données · modifier les données |
| Montélier                       | 26197      | CA Valence Romans Agglo | 24,76            | 4 284 (2022)                                     | 173                | modifier les données · modifier les données |
| Canton de Valence-2             | 2616       |                         |                  | 30 617 (2022)                                    |                    | modifier les données                        |

Le nouveau canton de Valence-2 comprend :
1. trois communes entières,
2. la partie de la commune de Valence située à l'est d'une ligne définie par l'axe des voies et limites suivantes : depuis la limite territoriale de la commune de Chabeuil, route de Montélier (route départementale 119), rue Emmanuel-Chabrier, chemin de Thabor, chemin des Huguenots, rue Wolfgang-Amadeus-Mozart, boulevard Winston-Churchill, boulevard John-Fitzgerald-Kennedy, avenue de Romans, sentier des Contrebandiers, avenue de Chabeuil, chemin de la Caserne-Baquet, avenue du Grand-Charran, avenue du Colonel-Driant, rue Faventines, chemin de Robinson, chemin de Laprat, chemin du Colombier, boulevard du Maréchal-Juin, chemin des Baumes, avenue des Baumes, rue de la Palla, rue Henri-Senebier, ligne de chemin de fer de Paris à Vintimille (jusqu'à la liaison assurant la continuité du réseau autoroutier, route nationale 7), route de Beauvallon (route départementale 111), jusqu'à la limite territoriale de la commune de Portes-lès-Valence.

## Démographie
En 2022, le canton comptait 30 617 habitants, en évolution de +0,53 % par rapport à 2016 (Drôme : +2,64 %, France hors Mayotte : +2,11 %).
| 2013   | 2018   | 2022   |
| ------ | ------ | ------ |
| 29 225 | 31 364 | 30 617 |